# Misanteca alata
Misanteca alata là loài thực vật có hoa trong họ Nguyệt quế. Loài này được (Miranda) Miranda miêu tả khoa học đầu tiên năm 1965.